# Geo Barents
Die Geo Barents ist ein norwegisches seismisches Forschungsschiff, das auch als Sicherungs- und Rettungsschiff („Standby Rescue Vessel“) eingesetzt werden kann. Das Schiff wird seit Mai 2021 von Ärzte ohne Grenzen als Rettungsschiff im Mittelmeer genutzt.

## Geschichte
Das Schiff wurde im Januar 2006 bestellt. Es basiert auf dem Rumpf eines von Skipsteknisk in Ålesund entworfenen Trawlers, der auf der rumänischen Werft Santierul Naval in Brăila gebaut wurde. Der Um- und Ausbau erfolgte nach Plänen von Kverndokk & Eldøy in Ålesund unter der Baunummer 80 auf der norwegischen Werft Solstrand Verft in Tomrefjord. Für die Werft war es das größte bis dahin gebaute Schiff und das erste Offshore-Fahrzeug.
Das Schiff wurde am 28. April 2007 an die Reederei Uksnøy & Co in Ålesund abgeliefert. Es war im Laufe der Zeit an verschiedene in den Bereichen Geophysik und der Exploration von Rohstoffen tätige Unternehmen verchartert, so beispielsweise ab 2007 als erste Beschäftigung für drei Jahre mit Kaufoption an das zur niederländischen Unternehmensgruppe Fugro gehörende und in Norwegen ansässige Unternehmen Fugro Geoteam.
2021 charterte die Hilfsorganisation Ärzte ohne Grenzen das Schiff, um es für die Rettung von Flüchtlingen auf dem Mittelmeer einzusetzen. Seit Ende Mai des Jahres ist das Schiff im Mittelmeer im Einsatz. Anfang Juli 2021 wurde es nach einer Kontrolle in Augusta wegen an Bord festgestellter Mängel von den italienischen Behörden festgesetzt und erst nach über drei Wochen wieder freigegeben.
Im November 2022 kam die Geo Barents im sizilianischen Hafen Catania mit 572 Menschen an und verließ es dann, um den Hafen von Augusta etwas weiter südlich zu erreichen.
Ende Januar 2023 hatte die Geo Barents bei drei Rettungseinsätzen insgesamt 237 Bootsmigranten an Bord genommen und diese dann in La Spezia in Ligurien im Nordwesten Italiens an Land gebracht. Nach einem weiteren Einsatz hatte das Schiff wie gefordert sogleich Kurs in Richtung des zugewiesenen Hafens Ancona aufgenommen. Ende Februar 2023 wurde gegen die Besatzung der Geo Barents seitens der italienischen Regierung ein Bußgeld in Höhe von 10.000 Euro erlassen.

## Technische Daten und Ausstattung
Das Schiff wird von zwei ABC-Dieselmotoren (Typ: 12VDZC) mit jeweils 2652 kW Leistung angetrieben. Die Motoren wirken über ein Untersetzungsgetriebe auf einen Verstellpropeller. Für die Stromerzeugung stehen vier von Cummins-Dieselmotoren mit jeweils 1291 kW Leistung angetriebene Stamford-Generatoren mit jeweils 1549 kVA Scheinleistung zur Verfügung. Außerdem wurde ein von einem Cummins-Dieselmotor angetriebener Stamford-Generator mit 500 kVA Scheinleistung als Notgenerator verbaut.
Das Schiff ist im vorderen Bereich mit einer ausfahrbaren Propellergondel mit 882 kW Leistung sowie mit jeweils einem Bug- und einem Heckstrahlruder mit jeweils 674 kW Leistung ausgestattet.
Das Schiff ist mit verschiedenen Winden für das Schleppen seismischer Geräte wie Luftpulser und Hydrophonketten ausgerüstet. Es kann sechs Hydrophonketten (sog. Streamer) mit bis zu neun Kilometern Länge ziehen. An Bord stehen verschiedene Hebewerkzeuge zur Verfügung. Im Vorschiffsbereich ist das Schiff mit einem Hubschrauberlandedeck ausgerüstet, auf dem Hubschrauber des Typs Super Puma und Sikorsky S-92 landen können. An Bord steht eine Krankenstation zur Verfügung. Diese befindet sich auf dem gleichen Deck wie das Hubschrauberlandedeck. Das Schiff führt ein Arbeitsboot und ein Rettungsboot mit, die mithilfe von Davits ins Wasser gelassen werden können.
Die Brücke des Schiffs befindet sich im vorderen Bereich auf dem obersten Deck. Sie ist vollständig geschlossen. Zur besseren Übersicht geht sie etwas über die Schiffsbreite hinaus.
An Bord standen 32 Doppel- und 14 Einzelkabinen zur Verfügung, so dass insgesamt 78 Personen untergebracht werden konnten. Die Schiffsbesatzung bestand aus 18 Seeleuten, die zusätzlichen Plätze standen eingeschifftem Personal wie beispielsweise Technikern zur Verfügung. Das Schiff konnte bis zu vier Wochen auf See bleiben. Für den Einsatz als Rettungsschiff wurde die Geo Barents umgerüstet. Dabei wurde unter anderem die Anzahl der Kabinen verändert. Es stehen nun 36 Doppel- und neun Einzelkabinen zur Verfügung, so dass zusammen mit zwei extra Betten insgesamt 83 Personen in Kabinen untergebracht werden können, davon bis zu 33 Besatzungsmitglieder und bis zu 50 Passagiere. Für Rettungseinsätze im Mittelmeer ist das Schiff für die Aufnahme von 300 weiteren Personen zugelassen. Das Schiff kann nun bis zu acht Wochen auf See bleiben.